# Bhv
A Bhv egy magyar vasúti személykocsi-típuscsalád. 1961 és 1972 között összesen 1838 db készült a kocsikból a MÁV Dunakeszi Főműhelyében.

## Története
Elővárosi kocsik közlekedésének igénye az 1950-es évek első felében merült fel. A győri vagongyárban 12-féle terv született úgynevezett munkásszállító kocsik gyártására. 1957-ben három prototípus készült kettő Dunakeszi Járműjavítóban és egy Győrben, a RÁBA gyárban. Végül 1958-ban a dunakeszi változat valósult meg és számos alváltozat (Bah, Bahv, Bahvl, Bahve és vezérkőkocsik Bat, BDat) épült egészen 1972-ig. Összesen 1838 darab készült a MÁV és a GYSEV részére. 1961-től a kocsik távvezérlési kábellel lettek ellátva. Az 1970 után készült kocsik már gőzfűtés nélkül készültek. Az összes kocsi KALÁKA típusú forgóvázzal készült, amelynek története a Ganz-Rónai forgóvázzal kezdődik.
A Ganz gyár 1953-ban pályázatot írt ki forgóváz tervezésére. Egy három főből álló tervező csapat forgóváza került az elővárosi kocsik alá, amely ezen a pályázaton második helyezést ért el. A név a tervezők kezdőbetűinek kirakásával létesült (Kardos Tibor, Lánczos Péter, Kalmár Lajos). Ezekből a forgóvázakból közel 4500 darab készült.
A kocsik termes kivitelben, két részre osztva készültek, mindkét végükön oldalanként 1-1 ajtó, középen 2-2 ajtó van. Az egységes UIC pályaszám rendszer bevezetésekor a távvezérlési kábel nélküli kocsik Bh 20-26-os középszámon, a távvezérlési kábellel ellátottakat Bhv 20-27 és Bhv 20-07-es (utóbbi gőzfűtés nélkül) középszámon kerültek forgalomba.

## Típusok

### Bh

Bh kocsi

1965–1966 között készültek Dunakeszin a Bhv elődjeként. Nem volt rajta átmenő vezeték vezérlőkocsihoz. Középszámuk: 20-26. 2000-től selejtezték őket.

#### GYSEV-es Bh kocsik

GYSEV Bh kocsi

1957–1961 között és 1966–1967 között készültek Dunakeszin. Középszámuk: 20-26.
Hat darab futott belőlük a GYSEV vonalain. Teljesen lehúzható ablakkal és osztott üvegtáblás ajtókkal rendelkezett. Selejtezték őket.
20-26-os Bh-ból 17 darab volt állományban a GYSEV-nél. Ezekben a kocsikban nem volt átmenő távvezérlési vezeték, viszont engedélyezett sebességük a klasszikus Bhv-kénál magasabb volt, 120 km/h. Jellemzően a Győr–Sopron, Szombathely–Sopron és a Szombathely–Szentgotthárd viszonylatban közlekedő személyvonatokban fordultak elő.
2009 és 2014 között a GYSEV selejtezte a Bh kocsijait, és az ÖBB-től használtan vásárolt Schlieren kocsikkal váltotta le azokat.

### Bhv

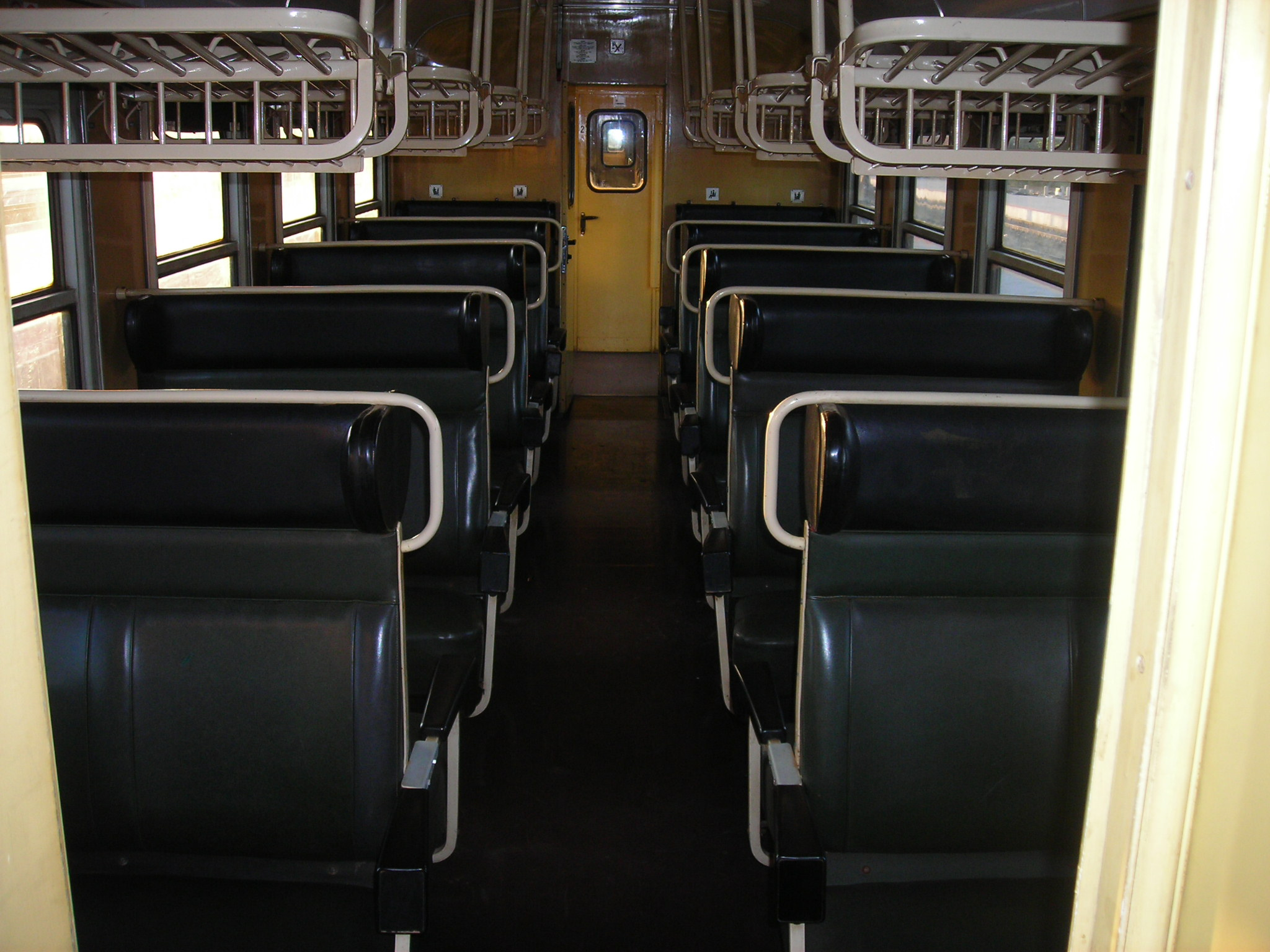
Egy régi Bhv kocsi belseje

A MÁV egyik legnagyobb darabszámú kocsitípusa. Alapvetően helyközi és elővárosi vonatokra tervezték őket. A 20-27 100 középszámúak 1961-1962 és 1963-1972 között, a 20-07-es középszámúak pedig 1970-1976 között készültek Dunakeszin. Mai formájukat az 1983-1992 közötti főjavítások során alakították ki. Jelenleg 223 darab "klasszikus" Bhv van állományban. (Számuk a korszerűsítések miatt folyamatosan csökken.) A 20-27-esek egy része átépült Posta Bhv-vá, a többi selejtezve lett. Engedélyezett sebességük: 100 km/h
A klasszikus 20-07-es Bhv kocsik 2022-ben már csak a 90-es és 142-es vasútvonal személyvonataiban közlekedtek.

#### Műszaki adatok
Tipus: Bhv 20-07

Pályaszám: 270-836

Jelleg: 2. osztály, ülőhelyes termes

Ütközők közötti hossz: 23740 mm

Kocsiszekrény szélesség: 2832 mm

Magasság: 3943 mm

Ülőhelyek száma: 80 db

Saját tömeg: 35 t

Forgóváz típusa: Kaláka I-III

Forgóváz tengelytáv: 2500 mm

Forgócsap távolság: 16500 mm

Fékrendszer: KE-P

Féktömeg: P: 37 t. Kézi: 32 t.

Áramforrás (világítás/fűtés): EW 54; WG-140 K6S; Statikus t./ZWAR

Teljesítmény (világítás/fűtés): 2,25/22 kW

Akkumulátor típus: KPM 255 T

Akkumulátor kapacitás: 255 Ah

Fűtési rendszer: egyfeszültségű konvekciós villamos fűtés
1963-tól készültek osztott ablakkal és gumihurkával, 1966-tól részben, 1970-től csak villanyfűtéssel a Bah(v) kocsik.

#### Szürke Bhv-k

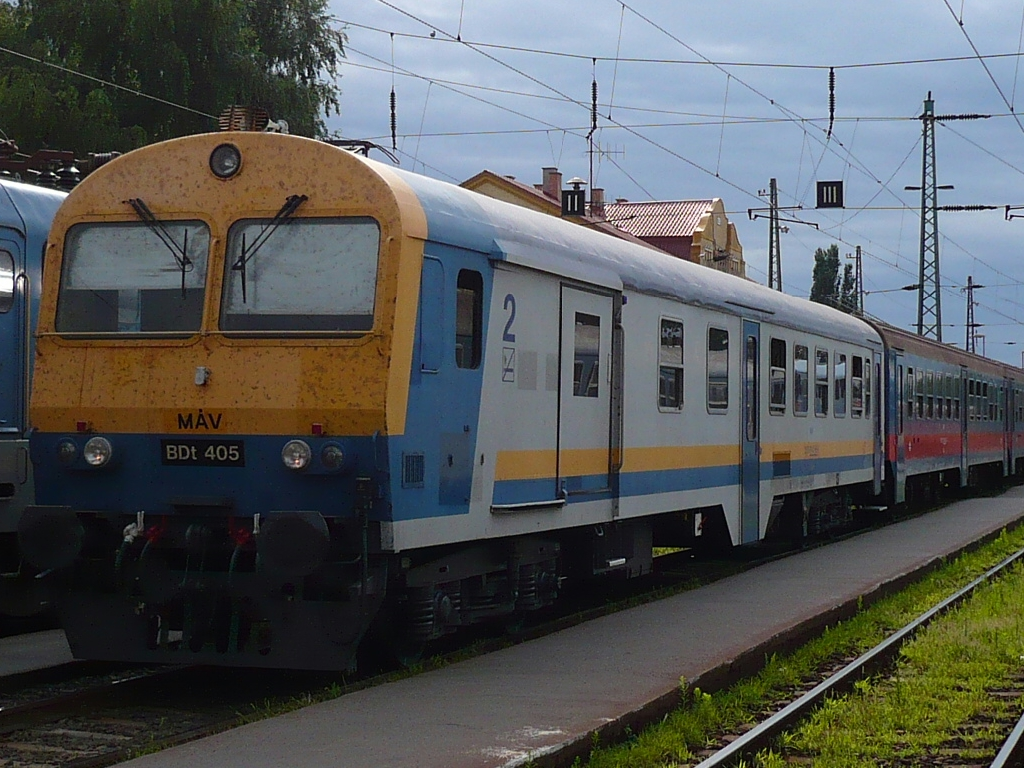
A Ganzban átalakított szürke BDt vezérlőkocsi Vác állomáson

1998-ban és 1999-ben a Ganz-ban és Dunakeszin 40 kocsit felújítottak. Megújult a belső tér, IC üléseket és lengő-tolóajtókat kaptak. Új fényezésük miatt "Szürke Bhv"-nak, tréfásan "Patkány Bhv"-nak vagy korábbi állomásítási helyük miatt "Hatvani Bhv"-nak is nevezték őket.

A több mint 30 éves kocsik felújításának a célja az utasok számára az elővárosi forgalomban az utazás kényelmének javítása, az üzemeltető számára a karbantartás idejének, gyakoriságának és költségeinek csökkentése, valamint a járművek élettartamának további 15 évvel történő meghosszabbítása. A felújítás folyamán sor került az elhasználódott alkatrészek cseréje, a műszaki berendezések korszerűsítésére. A felújított járművek légfűtéssel, üvegszál erősítésű műanyag belső burkolattal, textilhuzatos egyedi ülésekkel, üvegezett hosszpoggyásztartókkal és fénycsővilágítással készültek. A távvezérlésű elektro-mechanikus lengőajtók nemcsak az utasok le- és felszállását könnyítik meg, de jelentősen növelik az utasbiztonságot. Az ajtók 5 km/h sebességnél vagy 4 percig tartó nyitvatartás után önműködően bezáródnak. A szürke Bhv-k fel van szerelve hagyományos távvezérlési kábellel is az UIC 18 eres kábel mellett. A Posta Bhv-kon csak UIC-kábel van. A régi Bhv kocsikon két darab WC van, a felújítottakon csak egy.

Engedélyezett sebességük: 120 km/h. Középszámuk: 20-05 550-től.
A 2009-től esedékes fővizsgák során az összes kocsit átfényezték a későbbi felújítottakhoz hasonlóan kék alapon piros csíkos színűre.

#### „Posta” Bhv-k és történetük

"Posta-Bhv" kocsi...

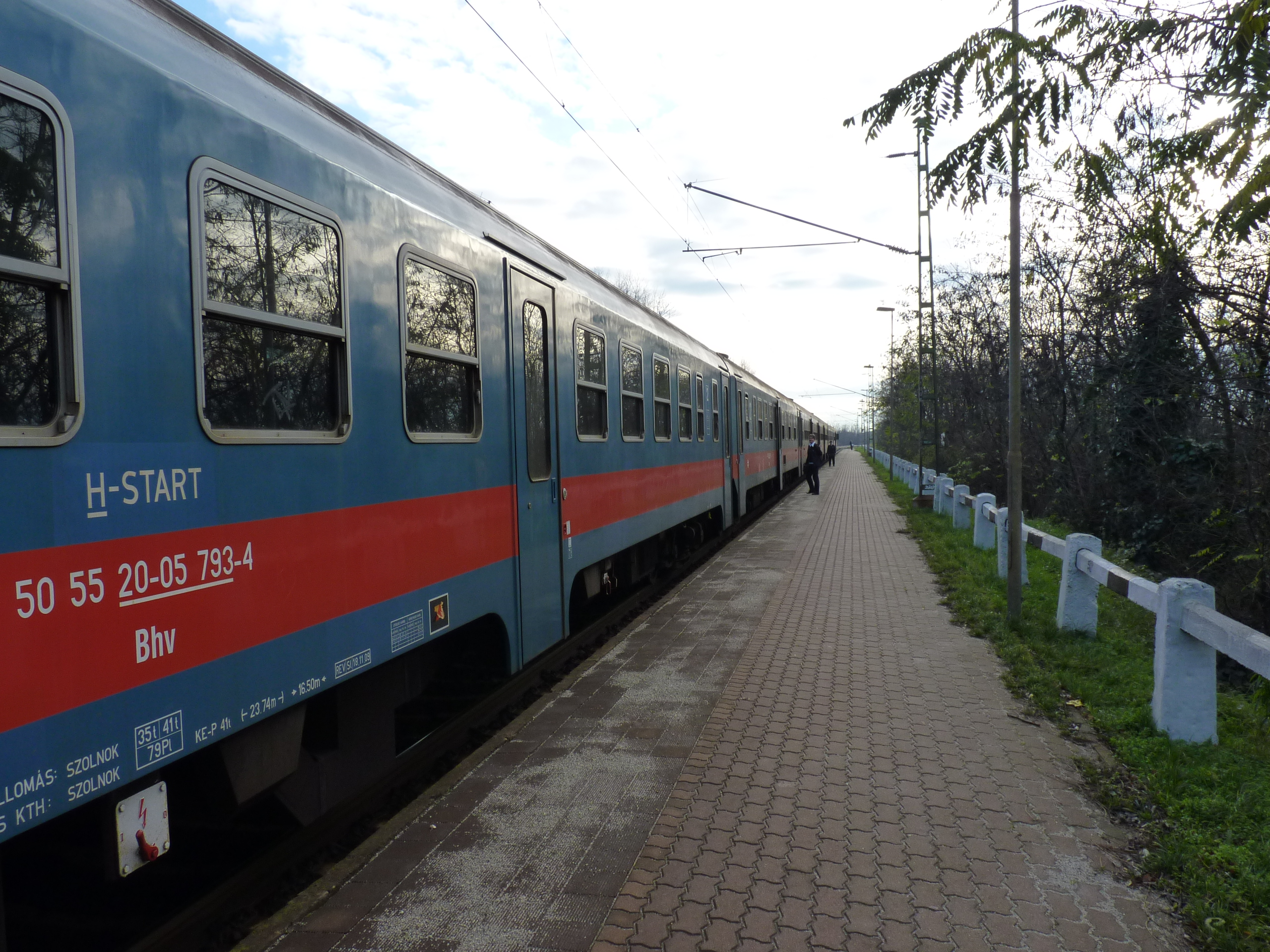
Rákoskert megállóhelyen

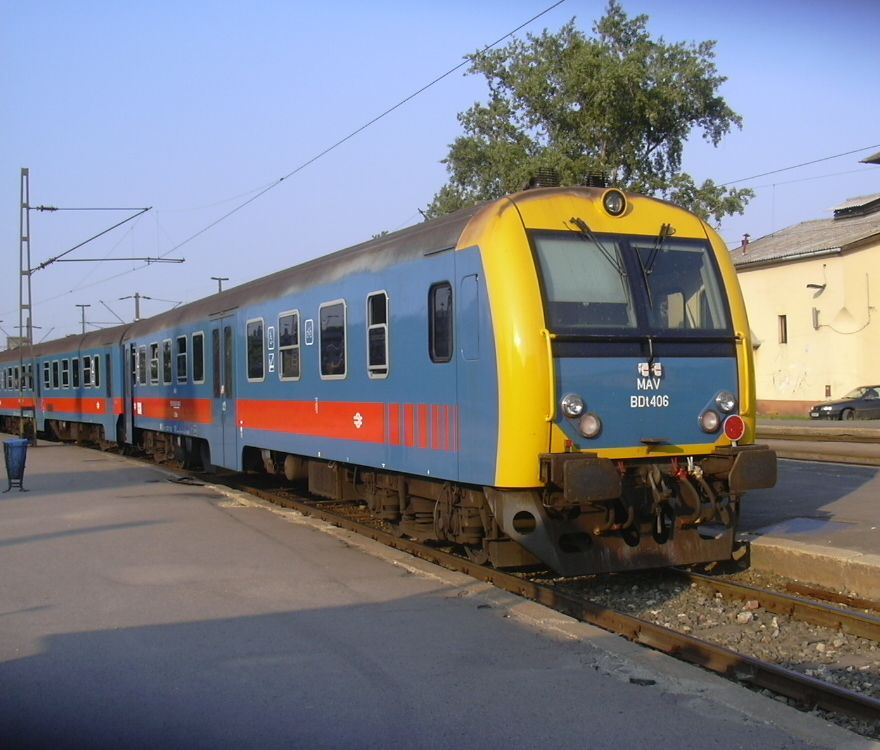
...és a kocsikhoz tartozó BDt vezérlőkocsi

A több mint 130 éve fennálló MÁV Rt. járműbeszerzéseinek történetében szokatlanul hosszú és bonyolult előkészítés után, 2001. október 27-én került sor az 1990-es évek második felében elkezdett elővárosi kocsi korszerűsítési program részét képező, további 136 darab Bhv kocsi felújítására vonatkozó szerződés aláírására. Az 1998. augusztus 17-én közzétett nemzetközi pályázati felhívást követő előminősítés és a kétlépcsős tenderezési eljárás lebonyolítása – a hitelt folyósító Európai Fejlesztési és Beruházási Bank követelményeinek megfelelően – független külföldi szakértők bevonásával, angol nyelven történt. A felújított kocsik kék színt, az oldalukra pedig egy feltűnő, széles piros csíkot kaptak. Korábban a MÁV postakocsijai viselték a piros csíkot az oldalukon, a hasonlóság miatt a köznyelv a kocsikat Posta-bhv-nak keresztelte el.

#### A sárga-fekete korszak
A MÁV 2014-ben szerzett be további Stadler FLIRT motorvonatokat, kék-fehér-sárga sínben. Ezek után lassan megkezdődött a járműpark egységesítése az új színvilág szerint. A Posta-bhv-k közül az első kocsik 2025. nyarán kapták meg az új színvilágot.

#### A felújított Bhv kocsik műszaki adatai
- Gyártás éve: 1970-1972

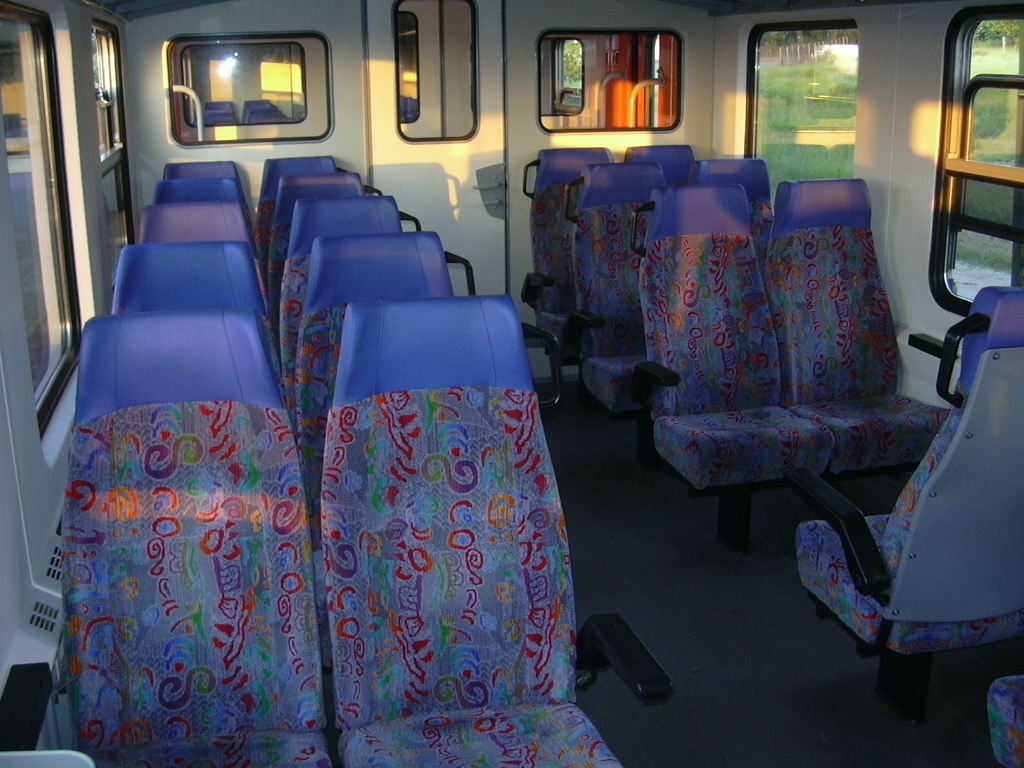
Egy régi "posta-bhv" kocsi belseje

- Felújítás éve: 20-05 582 pályaszámúak: 2000-2001 között Szolnokon és Dunakeszin átépítve, a 20-05 601 psz-tól: 2002-2004, 2007-2009 között Dunakeszin újjáépítve
- Nyomtáv: 1435 mm
- A kocsi hossza ütközőkkel: 23 740 mm
- Az alváz hossza: 22 440 mm
- Ütközőmagasság: 1 060 mm
- Kocsiszekrény magassága: 3 861 mm
- Kocsiszélesség: 2 832 mm
- Forgóváz típusa: GH 120S
- Forgócsap távolság: 16 500 mm
- Forgóváz tengelytávolság: 2 500 mm
- Önsúly: 35 t
- Ülőhelyek száma: 79
- Fékrendszer: KE-P
- Fékhenger: 14 ’’ sajtolt
- Engedélyezett sebesség: 120 km/h
- Legkisebb pályasugárív: 150 m
- Fűtési rendszer: 1500 V 50 Hz légfűtés
- Energiaellátás: VHJ statikus akkumulátortöltő FVT1500/29-150
- Akkumulátor 18 cellás 3 KPM 410 Ah
- Világítás: Fénycső egyedi inverterrel
- Kocsiszerkesztési szelvény: UIC 505-1

Összesen 235 darab került a MÁV állományába. Középszámuk: 20-05 582-
601-től bordázott tetővel, fehér keret nélküli piros csíkkal és új járműszekrénnyel gyártották. Az oldalukra festett piros csík miatt kapták a "Posta Bhv" becenevet.
"Fecske" Bhv-k
A felújított Bhv kocsik újabb ráncfelvarrási programja 2012-ben indult el. Ekkor alakult ki a fecske arculat, melyet szinte az összes patkány- és posta-bhv megkapott. Ez magában foglalta többek között az utastéri burkolatok és az üléshuzatok cseréjét, illetve az egységes piros csíkos-fecske mintás festést.

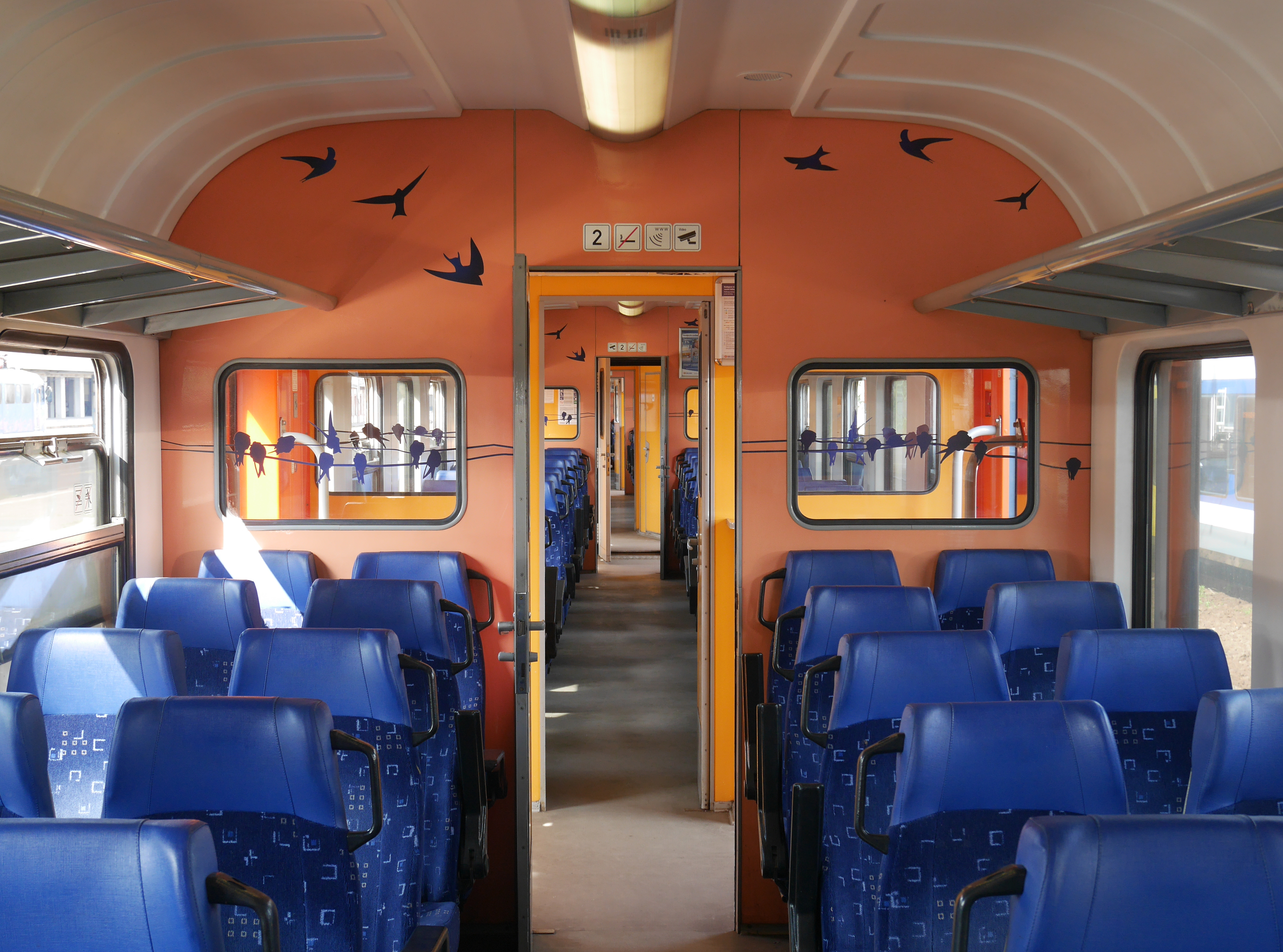
Egy új "posta-bhv" kocsi belseje

A korszerű Stadler FLIRT 2007-es, majd a Stadler Kiss motorvonatok 2020-as forgalomba állításától kezdve a 20-05-ös Fecske Bhv-k fokozatosan kiszorultak a Budapesti elővárosi vonatok fordáiból és kerültek át a vidéki vasútvonalak helyközi személyvonataiba.